# Meschdulessje (Kaliningrad, Osjorsk)
Meschdulessje (russisch Междулесье, deutsch Alt Thalau) ist ein kleiner Ort in der russischen Oblast Kaliningrad. Er gehört zur kommunalen Selbstverwaltungseinheit Munizipalkreis Osjorsk im Rajon Osjorsk.

## Geographische Lage
Meschdulessje liegt fünf Kilometer südwestlich der Rajonstadt Osjorsk (Darkehmen/Angerapp) am westlichen Ufer der Angrapa, vier Kilometer nördlich der russisch-polnischen Staatsgrenze. Der kleine Ort ist über einen Landweg zu erreichen, der bei Meschduretschje (Auerfluß) von der Straße von Wolnoje (Wollehnen) nach Tschistopolje (Jodszinn/Sausreppen) abzweigt. Ein Bahnanschluss besteht nicht.

## Geschichte
Die Landgemeinde Alt Thalau wurde im Jahr 1874 dem neu eingerichteten Amtsbezirk Gudwallen (heute russisch: Lwowskoje) im Kreis Darkehmen zugeordnet.
Im Jahre 1863 gehörten zu Alt Thalau 92 Einwohner. Ihre Zahl sank bis 1907 auf 70, betrug 1925 78, 1933 63 und ebenso viele 1939.
Im Januar 1945 wurde der Ort von der Roten Armee besetzt. Die neue Polnische Provisorische Regierung ging zunächst davon aus, dass er mit dem gesamten Kreis Darkehmen (Angerapp) unter ihre Verwaltung fallen würde. Im Potsdamer Abkommen (Artikel VI) von August 1945 wurde die neue sowjetisch-polnische Grenze aber unabhängig von den alten Kreisgrenzen anvisiert, wodurch der Ort unter sowjetische Verwaltung kam. Im November 1947 erhielt er den russischen Namen Meschdulessje und wurde gleichzeitig dem Dorfsowjet Otradnowski selski Sowet in Rajon Osjorsk zugeordnet. Die polnische Umbenennung des Ortes in Tolewo im Dezember 1947 wurde nicht mehr wirksam. 1963 gelangte Meschdulessje in den neu gebildeten Lwowski selski Sowet. Von 2008 bis 2014 gehörte der Ort zur Landgemeinde Krasnojarskoje selskoje posselenije, von 2015 bis 2020 zum Stadtkreis Osjorsk und seither zum Munizipalkreis Osjorsk.

## Kirche
Alt Thalau war bis 1945 mit seiner überwiegend evangelischen Bevölkerung in das Kirchspiel Darkehmen (1938–1946 Angerapp, seit 1946: Osjorsk) eingegliedert. Es gehörte zum Kirchenkreis Darkehmen (Angerapp) in der Kirchenprovinz Ostpreußen der Kirche der Altpreußischen Union. Die beiden letzten deutschen Geistlichen waren die Pfarrer Johannes Gemmel und Helmut Passauer.
In der Zeit der Sowjetunion waren kirchliche Aktivitäten verboten. Erst in den 1990er Jahren bildeten sich in der Oblast Kaliningrad neue evangelische Gemeinden. Alt Thalau gehört zur Kirchenregion der Salzburger Kirche in Gussew, die der Propstei Kaliningrad in der Evangelisch-Lutherischen Kirche Europäisches Russland (ELKER) zugeordnet ist.